# 景美順天宮
景美順天宮是臺北市文山區的一座媽祖廟，位於興豐里，主祀神明為天上聖母。本宮原位於興隆路二段96巷一帶（現為興隆公園所在地），1975年因興隆公園的興建而遷移至現址，其建築外觀為紅色平房，前方立有一座不鏽鋼製的牌坊，宮廟內外均無尋常廟宇常有的裝飾與彩繪。宮中除了十餘尊媽祖神像外，還有千里眼與順風耳陪祀於兩側。景美順天宮左側的山腰下為文山景美運動公園與十五份遺址的所在地。

## 圖集

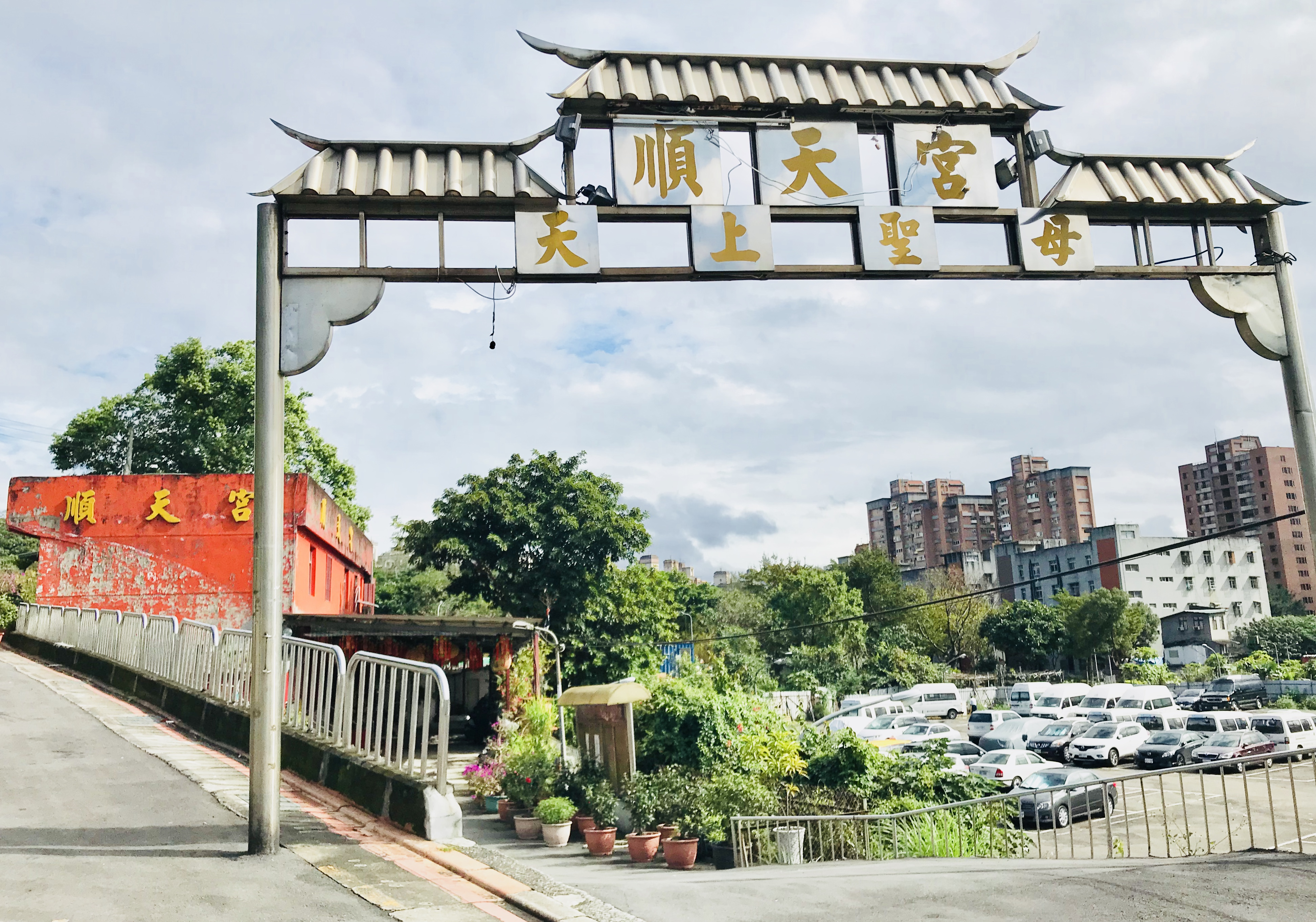
前方的牌坊上書有「順天宮 天上聖母」
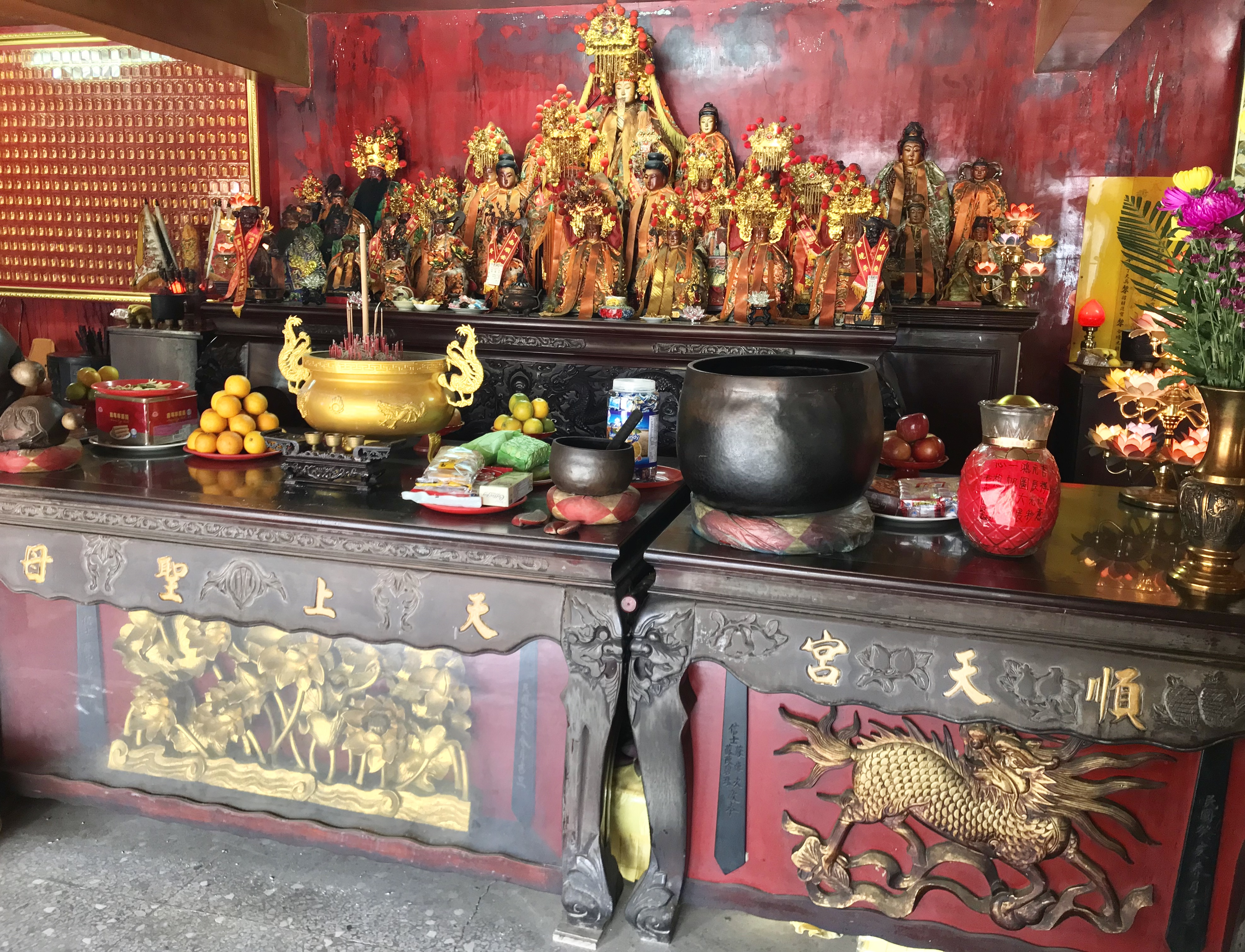
殿上的媽祖神像
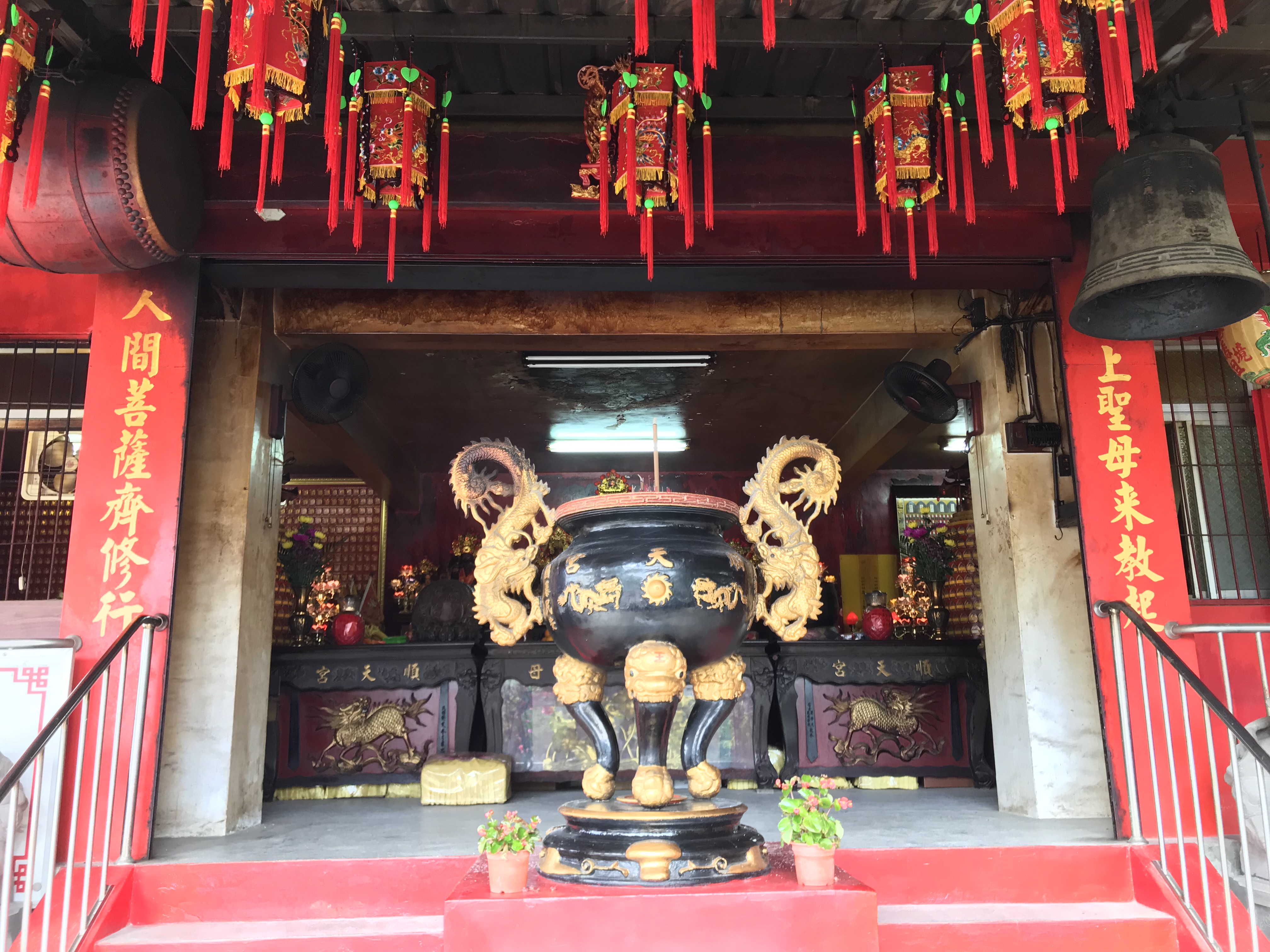
香爐
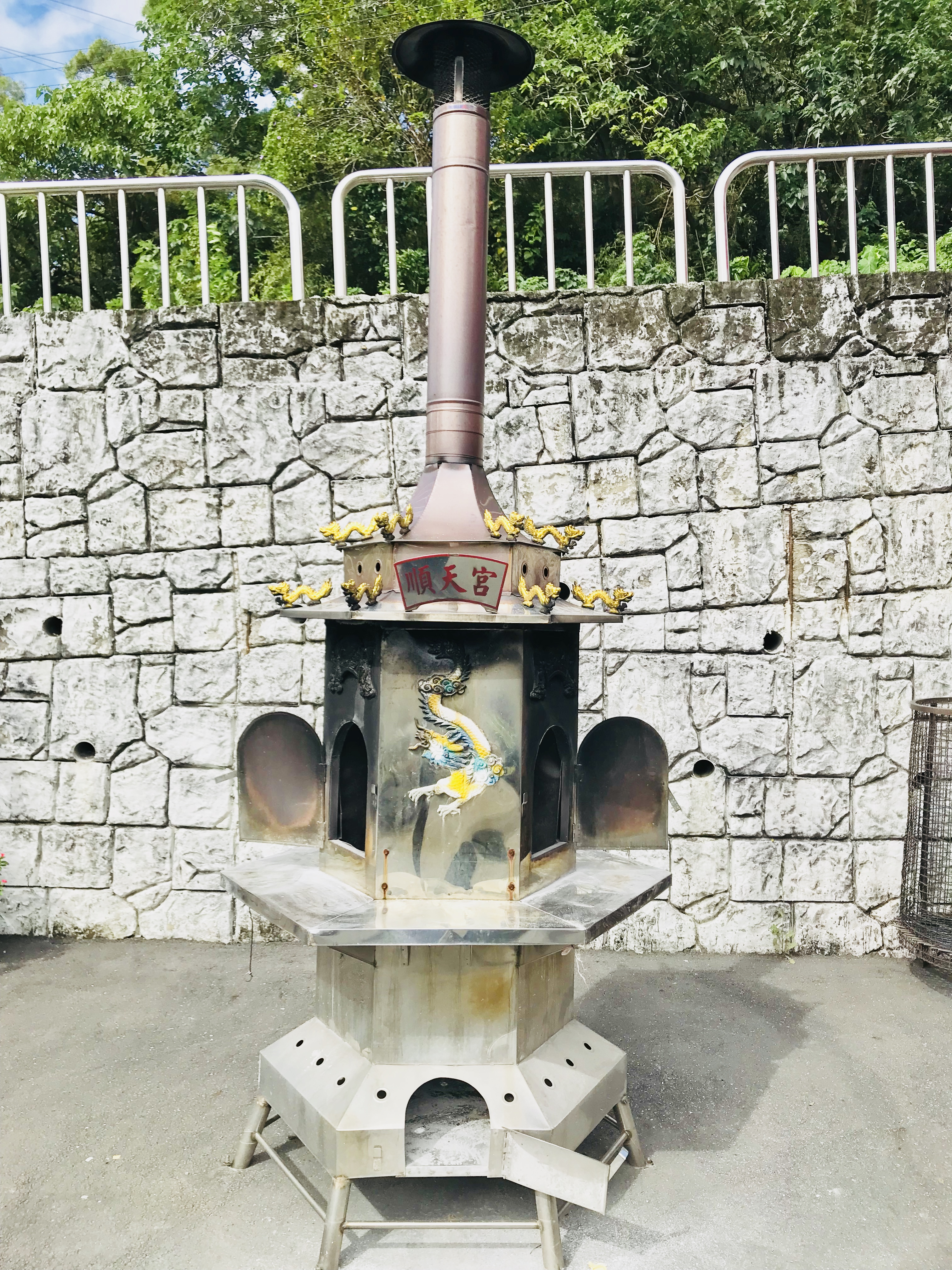
金爐